# 1952 في اليابان
فيما يلي قوائم الأحداث التي وقعت خلال عام 1952 في اليابان.

## كتب
من الكتب التي صدرت هذه السنة في اليابان:
- 1 يناير – سرب طيور بيضاء من تأليف ياسوناري كواباتا.

## مواليد

### يناير
- 1 يناير – أوسامو أكيموتو مانغاكا ياباني.
- 1 يناير – تيتسو ناجاتا مصوّر سينمائي ياباني.[1]
- 1 يناير – كنجي تيرادا
- 15 يناير – تاتسوهيكو سيتا لاعب كرة قدم ياباني.
- 17 يناير – ريويتشي ساكاموتو موسيقي ياباني.[2]

### فبراير
- 5 فبراير – يوشينوري كانادا رسّام رسوم متحركة ياباني.
- 8 فبراير – دايسكي غوري[3]
- 19 فبراير – ريو موراكامي كاتب ومؤلف ياباني.[4]

### مارس
- 12 مارس – ياسوهيكو أوكوديرا لاعبو كرة قدم يابانيون.[5]
- 26 مارس – يوشيتاكا أمانو[6]

### أبريل
- 16 أبريل – يوشيكازو ناغاي لاعب كرة قدم ياباني.[7]

### مايو
- 6 مايو – شياكي موكاي
- 10 مايو – ماساكي يوكوتاني لاعب كرة قدم ياباني.
- 18 مايو – ريوزابورو أوتومو

### يونيو
- 26 يونيو – كو يونغ هي زوجة كم جونغ إل.

### يوليو
- 12 يوليو – كازو كوميا[8]
- 15 يوليو – يوريكو كويكي سياسية يابانية.[9]

### أغسطس
- 1 أغسطس – تاكايوكي سوغو

### سبتمبر
- 2 سبتمبر – كيكو يوكوزاوا[10]
- 8 سبتمبر – تاكايا هاشي
- 12 سبتمبر – يوكيتوشي هوري

### أكتوبر
- 15 أكتوبر – كونيهيكو يوياما مخرج أفلام ياباني.
- 27 أكتوبر – أتسويوشي فوروتا لاعب كرة قدم ياباني.

### نوفمبر
- 16 نوفمبر – شيغيرو مياموتو[11]

### ديسمبر
- 15 ديسمبر – يوكيتاكا أومي لاعب كرة قدم ياباني.

## وفيات

### يناير
- 1 يناير – سوناو تاوارا (مواليد 1873)[12]

### مارس
- 27 مارس – جوجيرو ماتسودا (مواليد 1875) رائد أعمال ياباني.
- 27 مارس – كيشيرو تويودا (مواليد 1894) رائد أعمال ياباني.

### أغسطس
- 22 أغسطس – هيرانوما كيتشيرو (مواليد 1867) سياسي ياباني.[13]

### سبتمبر
- 1 سبتمبر – كوسوجي تنغاي (مواليد 1865) كاتب ومؤلف ياباني.

### أكتوبر
- 17 أكتوبر – كيسوكه أوكادا (مواليد 1868)

### ديسمبر
- 6 ديسمبر – تاكنوشن ناكاي (مواليد 1882) عالم نبات ياباني.